# David L. Lawrence
David L. Lawrence, né le 18 juin 1889 à Pittsburgh en Pennsylvanie et mort le 21 novembre 1966 à l'âge de 77 ans dans cette même ville, est un homme politique américain qui fut 37e gouverneur de Pennsylvanie de 1959 à 1963 et 51e maire de Pittsburgh de 1946 à 1959. Il est à ce jour le seul maire de Pittsburgh à avoir été élu gouverneur de Pennsylvanie et en fut son premier de religion catholique. 

## Biographie
David Lawrence est né dans une famille d'immigrés irlandais de classe ouvrière catholique, dans le quartier « Downtown Pittsburgh » à Pittsburgh. Il entra dans le secteur de l'assurance en 1916 puis s’engagea en 1918 dans l'armée américaine pour participer à l'effort de guerre des États-Unis lors de la Première Guerre mondiale, servant d'agent dans le bureau de l'adjudant général à Washington. Quand il revint de son service militaire en 1919, Lawrence fut élu président du parti démocrate du comté d'Allegheny. À l'époque, Pittsburgh était un bastion républicain, alors que les démocrates détenaient un large soutien de la part de la classe ouvrière et des récents immigrants. Avec l'aide du sénateur de Pennsylvanie Joe Guffey, David Lawrence mena le soulèvement du parti démocrate de Pennsylvanie qui devint ainsi le parti majeure de la ville et même de l'État.

## Crédit d'auteurs
- (en) Cet article est partiellement ou en totalité issu de l’article de Wikipédia en anglais intitulé « David L. Lawrence » (voir la liste des auteurs).